# 늘솔길근린공원
늘솔길근린공원(늘솔길近隣公園, Neulsolgil Neighborhood Park)은 대한민국 인천광역시에 있는 스포츠 시설이다. 인조잔디 필드가 갖춰진 경기장이며, 2012년에 준공되었다.

## 참고 문헌
- “늘솔길근린공원”. 남동구청.
- 《2023 전국 공공체육시설 현황 (2022년 12월말 기준)》. 대한민국 문화체육관광부. 2024.